# Station As

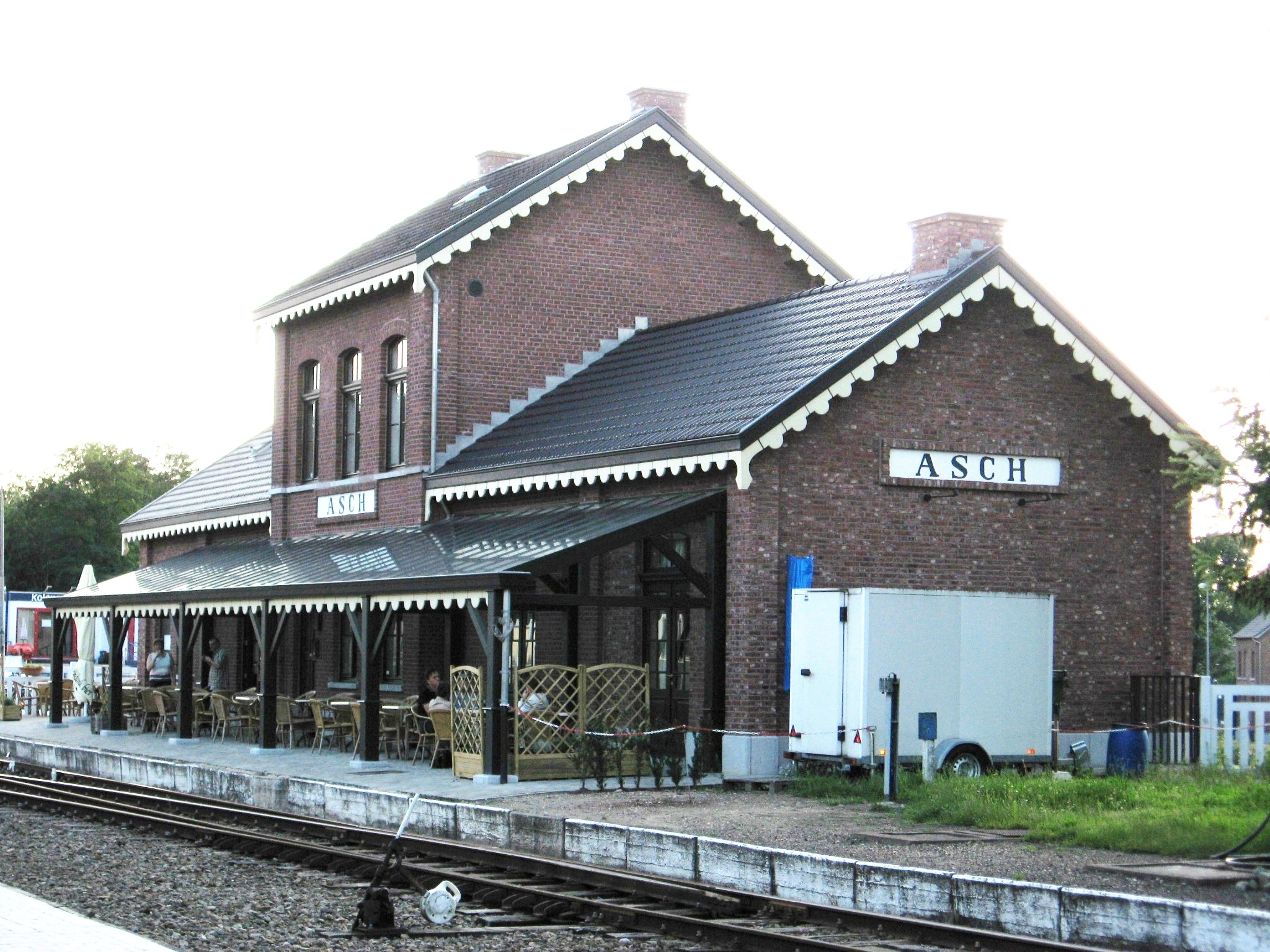
Perronzijde station As

Station As is een voormalig spoorwegstation aan de spoorlijnen 21A (Hasselt-Maaseik) en 21B (As-Eisden) in de Belgische gemeente As. Het station ligt ten oosten van de dorpskern van As.

## Geschiedenis
Bij de opening van de spoorlijn 21A tussen Hasselt en Maaseik in 1874 werd er in As een voorlopig stationsgebouw in hout geplaatst. Het definitieve stationsgebouw werd gebouwd tussen 1876 en 1878 en bestond uit een middendeel met de woning van de stationschef en twee zijvleugels die respectievelijk dienstdeden als wachtzaal en magazijn. In het begin van de 20e eeuw toen er te As steenkool gevonden was en de exploitatie begon van de steenkoolmijnen werden de zijvleugels verlengd.
Nadat de mijnen zelf verbindingssporen hadden aangelegd naar de spoorlijn werd het station van As vanaf 1921 het beginstation van de kolentreinen. Er werden twee seinhuizen gebouwd en aan de goederenkoer werd een goederenloods gebouwd.
Nadat in 1925 de ringspoorlijn, die Winterslag, Zwartberg en Waterschei verbond met As, en nadat in 1926 de verbinding met Eisden klaar was, verloor het station aan belang en werd het een doorgangsstation. Het goederenstation bediende vanaf dan vooral twee plaatselijke grindbedrijven.
In 1959 werd het reizigersverkeer op de lijn naar Maaseik stopgezet en in 1983 werd ook de rest van het reizigersverkeer in het station opgeheven. Het stationsgebouw bleef nog open tot in 1985 voor de afgifte van pakjes. Daarna werd het gebouw een garage en schuilplaats voor de baanwerkers aan de spoorlijn. In 1987 werd een seinhuis afgebroken, in 1988 werd de lijn naar Maaseik afgebroken en omgevormd tot een fietspad en in 1989 werden de spoorlijnen 21A tussen Waterschei en As en 21B tussen As en Eisden officieel buiten dienst gesteld en voorbehouden voor toeristische exploitatie.
Het stationsgebouw werd gerestaureerd en sinds 1996 is het een beschermd monument. In 1999 kocht de gemeente As het gebouw van de NMBS. De vzw Kolenspoor huurde sindsdien het gebouw en gebruikte het voor de uitbating van haar toeristische spoorlijn Waterschei-As-Eisden. Nadat de gemeenten de stekker uit het Kolenspoor trokken in 2014, geraakte de spoorlijn in desolate toestand.
In 2024 startte de aanleg van een stuk fietssnelweg dat Genk met As verbindt over het kolenspoor. De verbinding maakt deel uit van fietssnelweg F75 en passeert aan het station. Hiervoor werd de spoorlijn tussen As en Genk opgebroken. Voor dit project werd de naam "Kolenspoor" hergebruikt.

## Aantal instappende reizigers
De grafiek en tabel geven het gemiddeld aantal instappende reizigers weer op een week-, zater- en zondag.
| Tabel: aantal instappende reizigers station As | Tabel: aantal instappende reizigers station As | Tabel: aantal instappende reizigers station As | Tabel: aantal instappende reizigers station As |
|                                                | Weekdag                                        | Zaterdag                                       | Zondag                                         |
| ---------------------------------------------- | ---------------------------------------------- | ---------------------------------------------- | ---------------------------------------------- |
| 1977                                           | 58                                             | 9                                              | 50                                             |
| 1978                                           | 64                                             | 15                                             | 87                                             |
| 1979                                           | 29                                             | 2                                              | 8                                              |
| 1980                                           | 15                                             | 1                                              | 5                                              |
| 1981                                           | 27                                             | 7                                              | 6                                              |
| 1982                                           | 15                                             | 0                                              | 0                                              |

## Recreatie
Het station van As is een van de zogenaamde poorten van het Nationaal Park Hoge Kempen. De uitkijktoren bij het station van As lijkt op een boortoren waarmee een eeuw geleden naar steenkool werd geboord. De lokale toegangspoort in deze gemeente focust op het industriële verleden van de streek. De afgedankte spoorlijn 21A-21B Eisden-As-Waterschei wordt geëxploiteerd door het Kolenspoor, een vrijwilligersvereniging die nostalgisch treinmaterieel opknapt en onderhoudt voor het vervoer van toeristen, voetbalsupporters van Racing Genk en feestvierders.
0,0: Hasselt ·
1,7: Kuringen ·
4,9: Kiewit ·
9,5: Bokrijk ·
12,2: Boxbergheide ·
(15,7: Genk) ·
14,8: Winterslag ·
19,3: Zwartberg ·
21,8: Waterschei ·
22,8: As ·
28,3: Opoeteren-Dilsen ·
31,7: Rotem ·
34,3: Elen ·
39,2: Maaseik
0,0: As ·
5,8: Eisden